# فهرست روستاهای گامبیا
این نوشتار فهرستی از روستاهای گامبیا را در بر دارد. روستا، زیستگاهی انسانی است که از آبادی بزرگ‌تر و از شهر کوچک‌تر است.

## فهرست
- باسه سانتا سو
- جانجانبوره، گامبیا
- باکائو، گامبیا
- فرافنی
- مانسا کنکو
- جعفره، گامبیا
- سوما، گامبیا
- کروان
- تانجی، گامبیا
- کونتاور
- بانسانگ
- Kanifing District
- سوکوتا، گامبیا
- لامین، لشکر غرب
- کلولی، گامبیا
- بارا، گامبیا
- بروفوت
- گونجور
- یوندوم، گامبیا
- کلاگی، گامبیا
- شهر غنا
- باکداجی
- عیسو، گامبیا
- فجارا، گامبیا
- سنکندی، گامبیا
- گارول
- دمبا کوندا
- Suduwol
- سوتوکوبا
- بورو مودی بان
- بریفو، گامبیا
- دیابوگو
- بامبالی
- بارو کوندا
- بریکاما با
- بانجولاندینگ
- فاتوتو
- Dumbutu
- گامبیسارا
- بدری، گامبیا
- باندوندینگ
- بوسومبالا
- فتاتندا، غنا
- بانتانتو
- کارتونگ
- بانتانگو کوتو
- بارجالی
- بویام
- بولوک، گامبیا
- باجا کوندا
- بانی، گامبیا
- Banni
- Kulari
- جنیری
- فارابا بانتا
- بانیاکانگ
- چاموی بوندا
- Pakali Ba
- چاموی
- باکیندیک ماندینکا
- کاراتندا تندا
- کایایی
- بورو کاندا کاسی
- بورو دامپا کوندا
- باتوکونکو
- بوهوم کوندا
- Barrow Kunda